# Старобайрамгулово
Старобайрамгу́лово (рос. Старобайрамгулово, башк. Иҫке Байрамғол) — присілок у складі Учалинського району Башкортостану, Росія. Входить до складу Тунгатаровської сільської ради.
Населення — 281 особа (2010; 362 в 2002).
Національний склад:
- башкири — 100%